# Zofia Charszewska
Zofia Charszewska (geb. Zofia Uziembło, * 1909 in Lemberg, Galizien (Österreich-Ungarn); † 1941 ebenda) war eine polnische Schriftstellerin der Zwischenkriegszeit. Sie schrieb vor allem Kinder- und Jugendliteratur.
Charszewska verbrachte ihre Kindheit und ihr ganzes Leben in Lemberg, wo sie zunächst als Lehrerin arbeitete. Ab 1930 begann sie in der Jugendzeitung Płomyczek Gedichte, Erzählungen und Romane zu veröffentlichen. Im gleichen Jahr heiratete sie Adam Charszewski in Radom in einer rein standesamtlichen Trauung. Mit der Zeitung Płomyczek war sie bis zum Ausbruch des Zweiten Weltkrieges verbunden. Nach dem Einmarsch der Roten Armee in Lemberg arbeitete sie zusammen mit ihrem Mann in einem Verlag für Jugendliteratur. Charszewska starb im Zuge des Beginns der Operation Barbarossa. Sie wurde zusammen mit anderen Literaten, die sich auf der Straße befanden, bei einem Bombenangriff der Luftwaffe auf Lemberg getötet. Mit ihr starben Aleksander Hawryluk, Stepan Tudor, Franciszek Parecki und jeweils ihre Ehefrauen. Im Nachkriegspolen wurden ihre Erzählungen in den Jahren 1947, 1948, 1950, 1954, 1956, 1960 und 1961 aufgelegt.